# 長崎県立佐世保中央高等学校
長崎県立佐世保中央高等学校（ながさきけんりつさせぼちゅうおうこうとうがっこう）は、長崎県佐世保市梅田町にある、定時制課程と通信制課程が併設された県立高等学校である。

## 概要
特徴
長崎県内に、定時制課程と通信制課程を持つ県立高等学校は、県南地区の鳴滝高等学校と、県北地区の佐世保中央高等学校の2校だけである。同時に、定時制課程昼間部を持つのもこの2校だけであり、通信制課程を持つのもこの2校だけである。
歴史
1977年（昭和52年）に佐世保市および北松浦郡佐々町にあった公立高等学校の定時制課程・通信制課程を統合の上開校。2012年（平成24年）に創立35周年を迎えた。
設置課程・学科
定時制課程
- 昼間部 - 普通科
- 夜間部 - 普通科・商業科

通信制課程
- 普通科

校訓
「誠実、自律、協力」
校章
校歌
作詞は中川龍一、作曲は佐藤吉五郎による。

## 沿革
旧・佐世保市立高等学校
- 1923年（大正12年）- 長崎県立佐世保中学校内に「佐世保市立夜間中学校」が併設される。
- 1948年（昭和23年）4月1日 - 学制改革により、新制高等学校「佐世保市立高等学校」が発足。
  - 校舎は旧・長崎県立佐世保中学校校舎・佐世保市立清水中学校の校舎を借用。
- 1959年（昭和34年）11月 - 木造2階建て独立校舎2棟（8教室）と改築校舎（6教室）が完成し、移転を完了。

旧・佐世保市立商業高等学校
- 1925年（大正14年）3月 - 長崎県立佐世保商業学校内に「佐世保市立商業専修学校」（夜学）が併設される。
- 1931年（昭和6年）4月1日 - 組織改編により「佐世保市立商業学校」（実業学校）に改称。県立佐世保商業学校への併設を継続。
- 1944年（昭和19年）4月1日 - 教育ニ関スル戦時非常措置方策により、長崎県立佐世保商業学校が長崎県立佐世保第二工業学校に転換。
  - これに伴い、佐世保市立商業学校も「佐世保市立工業学校」に転換。
- 1946年（昭和21年）4月1日 - 終戦により「佐世保市立商業学校」に戻る。
- 1948年（昭和23年）4月1日 - 学制改革により、新制高等学校「佐世保市立商業高等学校」が発足。
- 1964年（昭和39年）3月 - 今福町に鉄筋コンクリート造3階建て独立校舎1棟（14教室）と体育館が完成。

統合・長崎県立佐世保中央高等学校
- 1976年（昭和51年）- 長崎県教育委員会により、「佐世保地区定時制・通信制高等学校統合の基本方針」が決定。
  - 統合の対象となった高等学校の定時制課程・通信制課程
    - 佐世保市立高等学校
    - 佐世保市立商業高等学校
    - 長崎県立佐世保北高等学校 定時制課程
    - 長崎県立佐世保南高等学校 通信制課程
    - 長崎県立北松南高等学校 定時制課程
- 1977年（昭和52年）4月1日 - 長崎県立佐世保中央高等学校が開校。
  - 場所 - 佐世保市万徳町（旧佐世保市立高等学校跡地）
- 1993年（平成5年） - 長崎県内で初となる単位制昼間部を設置。
- 1995年（平成7年）- 定時制夜間部、通信制の授業や考査を一部履修し、3年間で卒業できる「定通併修制度」を開始。
- 1996年（平成8年）
  - 定時制夜間部も単位制となり、すべての課程が単位制となる。
  - 梅田校舎敷地（現在地）が佐世保北高等学校から移管され、新校舎の建設を開始。
- 1997年（平成9年）- 新校舎が完成し、移転。
- 1998年（平成10年）- 万徳校舎敷地を佐世保北高等学校に移管。現在は佐世保北高校のグラウンド・テニスコート・体育館になっている。
- 2018年（平成30年）4月1日 - 定時制課程夜間部にエンカレッジコース（仮称）を新設）[1]。

## 学校行事
- すべての課程において、2学期制である。

### 定時制昼間部
前期
- 4月 - 前期始業式、入学式、対面式、新入生オリエンテーション、歓迎遠足、科目選択
- 5月 - PTA総会、生徒総会
- 6月 - 定通体育大会、前期中間考査
- 7月 - 保護者面談、生徒会役員改選、球技大会、地域清掃、夏季休業
- 8月 - 三課程合同学校説明会、平和学習（9日 長崎原爆の日）、夏季休業、授業再開
- 9月 - 前期期末考査、体育大会
- 10月初め - 前期終業式、秋季休業

後期
- 10月 - 後期始業式、生徒会役員任命式、科目選択
- 11月 - 開校記念日（2日）、三課程合同文化祭、後期中間考査
- 12月 - 修学旅行、人権同和学習、防災避難訓練、冬季休業
- 1月 - 冬季休業、大学入学共通テスト、後期期末考査（卒業予定生徒）
- 2月 - 後期期末考査（在校生）、受験体験報告会、卒業生を送る会
- 3月 - 卒業式、球技大会、後期終業式、合格者科目選択ガイダンス、春季休業

### 定時制夜間部
前期
- 4月 - 始業式、入学式、対面式、歓迎遠足
- 5月 - 前期中間考査、生徒総会
- 6月 - 壮行会、定通体育大会
- 7月 - 前期期末考査、球技大会、生活体験発表、夏季休業
- 8月 - 平和学習（9日長崎原爆の日）、夏季休業
- 9月 - 定通併修前期考査、体育大会、前期終業式、秋季休業

後期
- 10月 - 後期始業式、修学旅行、三課程合同文化祭
- 11月 - 後期中間考査
- 12月 - 生徒会役員改選、冬季休業
- 1月 - 冬季休業、後期期末考査（3・4年）、定通併修後期考査（3・4年）
- 2月 - 後期期末考査（1・2年）、定通併修後期考査（1・2年）
- 3月 - 卒業式、球技大会、後期夷終業式

### 通信制
前期
- 4月 - 前期始業式、入学式
- 5月 - バス遠足
- 6月 - 三者面談、初回レポート最終締め切り、定通体育大会、巡回指導[2]
- 7月 - 巡回指導、第2回レポート最終締め切り
- 8月 - 3回目以降レポート最終締め切り、試験
- 9月 - 試験、追試、特試、前期卒業式
- 10月初め -

後期
- 10月 - 個人面談、運動会、三課程合同文化祭
- 11月 - 個人面談、巡回指導、後期初回レポート最終締め切り
- 12月 - 巡回指導、後期2回目レポート最終締め切り
- 1月 - 後期3回目以降レポート最終締め切り、試験
- 2月 - 特試、再試、送る会
- 3月 - 卒業式、終業式、受講手続き

## 部活動

### 定時制昼間部
体育部
- バスケットボール部
- バドミントン部
- バレーボール部（女子）
- 卓球部
- サッカー部
- 硬式テニス同好会

文化部
- 音楽部
- 吹奏楽部
- 美術部
- 写真部
- 文芸部
- 演劇部
- JRC部（Junior Red Cross）
- 書道部
- 服飾同好会
- ESS同好会（English Speaking Society）
- 資格取得研究同好会
- 小論文同好会

### 定時制夜間部
運動部
- バドミントン部
- バスケットボール部
- バレーボール部（女）
- サッカー部（男）
- 卓球部

文化部
- 写真部
- 文芸部

### 通信制
運動部
- バレーボール部
- バドミントン部
- バスケットボール部
- 卓球部

文化部
- 美術部
- 書道部
- 華道同好会

## 著名な関係者
- 花田千草 - 松千ボーカル

## アクセス
- 最寄りの駅
  - MR松浦鉄道 西九州線
  - 「北佐世保駅」より徒歩約5分
- 最寄りのバス停
  - 西肥バス（させぼバスも含む）
    - 「俵町」バス停下車、徒歩約3分
- 最寄りの国道
  - 国道204号

## 周辺
- 佐世保市立清水小学校
- 佐世保市立清水中学校
- 浜野病院
- 梅田寺
- 佐世保川